# 1913-as Giro d’Italia
Az 1913-as Giro d’Italia volt az 5. olasz kerékpáros körverseny. Május 6-án kezdődött és május 22-én ért véget. A verseny 9 szakaszból állt, ezek össztávja 2932 km volt. A végső győztes az olasz Carlo Oriani lett.

## Szakaszok
| Szakasz    | Időpont  | Rajt – Cél                 | type | Hossz (km) | Szakaszgyőztes      | Összetett első   |
| ---------- | -------- | -------------------------- | ---- | ---------- | ------------------- | ---------------- |
| 1. szakasz | máj. 6.  | Milánó – Genova            |      | 341        | Giuseppe Santhià    | Giuseppe Santhià |
| 2. szakasz | máj. 8.  | Genova – Siena             |      | 332        | Eberardo Pavesi     | Pierino Albini   |
| 3. szakasz | máj. 10. | Siena – Róma               |      | 317,9      | Giuseppe Santhià    | Giuseppe Santhià |
| 4. szakasz | máj. 12. | Róma – Salerno             |      | 341        | Giuseppe Azzini     | Giuseppe Santhià |
| 5. szakasz | máj. 14. | Salerno – Bari             |      | 295,6      | Giuseppe Azzini     | Eberardo Pavesi  |
| 6. szakasz | máj. 16. | Bari – Campobasso          |      | 256        | Costante Girardengo | Eberardo Pavesi  |
| 7. szakasz | máj. 18. | Campobasso – Ascoli Piceno |      | 313,2      | Clemente Canepari   | Giuseppe Azzini  |
| 8. szakasz | máj. 20. | Ascoli Piceno – Rovigo     |      | 413,8      | Lauro Bordin        | Carlo Oriani     |
| 9. szakasz | máj. 22. | Rovigo – Milánó            |      | 321,5      | Eberardo Pavesi     | Carlo Oriani     |

## Végeredmény
|     | Versenyző           | Pont                      |
| --- | ------------------- | ------------------------- |
| 1.  | Carlo Oriani        | 135 óra 15' 56" – 37 pont |
| 2.  | Eberardo Pavesi     | 43 pont                   |
| 3.  | Giuseppe Azzini     | 48 pont                   |
| 4.  | Pierino Albini      | 55 pont                   |
| 5.  | Luigi Ganna         | 64 pont                   |
| 6.  | Costante Girardengo | 74 pont                   |
| 6.  | Leopoldo Torricelli | 74 pont                   |
| 8.  | Giuseppe Contesini  | 81 pont                   |
| 9.  | Giovanni Cervi      | 82 pont                   |
| 10. | Giovanni Rossignoli | 89 pont                   |